# 前列腺酰胺

Prostamide E _{2} ，第一个被发现的前列腺酰胺

前列腺酰胺是一类具有生理活性的类脂物质，并与前列腺素在化学性质上相关。它们在自然中存在于人类和其他动物体内。第一种前列腺酰胺于1997年被发现，并被命名为前列腺酰胺E2。

## 生物化学

花生四烯乙醇胺，前列腺酰胺的前体

前列腺酰胺是在体内由花生四烯乙醇胺，即花生四烯酸(ARA) 的乙醇酰胺合成的。该过程与ARA本身合成前列腺素的途径平行，并且其所涉及的酶与负责前列腺素合成的酶至少部分相同。
前列腺酰胺被认为是通过不同于前列腺素受体的特定受体（或多个受体）起作用。但截止于2015年，尚未有此类受体被鉴定。

## 命名法
前列腺酰胺的名称源自于其相应的前列腺素。例如，前列腺酰胺E2就是前列腺素E2 （地诺前列酮）的乙醇酰胺。

## 临床意义
抗青光眼药物比马前列素是前列腺酰胺F2α的衍生物，并被认为具有相同的作用机制。
前列腺素 F2α 乙醇酰胺可抑制前脂肪细胞分化并强化其增殖。这种机制维持了脂肪细胞祖细胞的储备。其可以通过增生来平衡病态肥大和异位脂肪沉积，并以此使脂肪组织更健康地发育。对比不断增加脂肪细胞的大小从而导致炎症、异位脂肪沉积和脂肪组织缺氧，增生可以将多余的能量甘油三酯储存在更多和更小的脂肪细胞中。这些发现奠定了“脂肪四P”假说的基础，即前列腺素F2α乙醇酰胺对前脂肪细胞库的保护。由于其可通过涉及这种抗脂肪生成代谢物及其促脂肪前体AEA)的反馈控制回路进行控制，这种机制可以紧密地维持平衡。这进一步表明前列腺素F2α乙醇酰胺合成药物类似物（比马前列素）是一种具有前途的肥胖疗法。